# روابط ایران و تایوان
روابط ایران-تایوان روابط دوجانبه جمهوری چین و جمهوری اسلامی ایران است.
دو کشور از ۱۹۴۲ تا ۱۹۷۱ روابط رسمی دیپلماتیک داشتند. در ۱۹۷۱ روابط سیاسی دو کشور پایان یافت و سفارت‌های دو کشور در یکدیگر بسته شد. ایران به تمدید عضویت جمهوری چین در سازمان ملل رای مخالف داد. شورای توسعه تجارت خارجی تایوان (تایترا) در تهران دفتری دارد. ایران در سال ۲۰۱۸، ۳۵مین شریک تجاری بزرگ تایوان بود. تجارت دو کشور در سال ۲۰۱۸ بیش از ۱٬۵۹ میلیارد دلار بود. صادرات عمده تایوان به ایران شامل فولاد، ادوات ذخیره‌ای، پلی‌واینیل کلوراید بود. صادرات اصلی ایران به تایوان شامل نفت، آلومینیوم و فولاد بود.

## تاریخ
به دنبال سقوط دولت ملی‌گرایان چین و فرار آنان به تایوان، ایران در آغاز جمهوری خلق چین را به رسمیت نشناخت. در این دوره سفیر ایران در ژاپن همزمان مسئولیت سفارت ایران در چین ملی (تایوان) را نیز عهده‌دار بود.
در مهر ۱۳۳۴ ایران به پیمان ضد کمونیستی بغداد پیوست و در سال ۱۳۳۵ با حکومت ضد کمونیستی در تایوان موسوم به جمهوری چین روابط دیپلماتیک برقرار کرد. جمهوری خلق چین در هر دو موقع ایران را بابت این مسئله ملامت کرد اما «امپریالیسم آمریکا» به عنوان مقصر اصلی مواضع اتخاذ شده از سوی تهران معرفی شد. محمدرضا پهلوی شاهنشاه ایران در یک بازدید رسمی از تایوان در سال ۱۹۵۸ با ژنرال چیانگ کای شک رئیس‌جمهور تایوان دیدار کرد. بین اتحاد شوروی و جمهوری خلق چین در دهه ۱۳۴۰ شکاف ایدئولوژیک و سیاسی بروز کرد. در همان زمان، ایران با وجود حفظ موضع قوی حامی آمریکا سیاست‌های انعطاف‌پذیر و مستقل تری اختیار کرد، که با قدرت اقتصادی و نظامی در حال رشدش متناسب بود.
در سال ۱۳۴۵، شورای وزیران ایران رسماً اجازه تجارت بین ایران و چین را صادر کرد. شاه در مصاحبه ای با خبرگزاری جمهوری فدرال آلمان در سال ۱۳۴۶، دلایل خود برای پذیرش جمهوری خلق چین در سازمان ملل را توضیح داد. گرم شدن روابط ایران با شوروی، عراق و هند در اواخر دهه ۱۳۴۰، و نیز تجزیه پاکستان در اسفند ۱۳۴۹ ایران را به سمت روابط نزدیکتر با جمهوری خلق چین سوق داد. ایران هنوز مراقب بود در رابطه با چین از آمریکا پیشی نگیرد. شاهدخت اشرف پهلوی به دعوت دولت چین در ۲۵ فروردین ۱۳۵۰ از پکن دیدار کرد. در ۱۰ اردیبهشت شاهدخت فاطمه نیز از چین دیدار کرد. اعلام سفر ریچارد نیکسون رئیس‌جمهور آمریکا به چین در ۱۵ ژوئیه ۱۹۷۱ زمینه را برای برقراری رابطه رسمی دیپلماتیک بین ایران و جمهوری خلق چین فراهم کرد: در ۲۵ مرداد ۱۳۵۰، سفرای دو کشور در اسلام‌آباد پاکستان دیدار و اسنادی را امضا کردند که به موجب آن ایران حکومت پکن را به رسمیت شناخت و بیانیه‌های رسمی به‌طور همزمان در پایتخت‌های دو کشور فردای آن روز منتشر شد.
در شهریور تا آذر ۱۳۵۰، رابطه دو کشور در مجمع عمومی سازمان ملل محک خورد. هیئت نمایندگی تایوان اخراج و جمهوری خلق نماینده چین در سازمان ملل متحد شد. قطعنامه‌های رقیبی در این باره مطرح شد، ایران که جمهوری خلق را به رسمیت شناخته بود، به قطعنامه آلبانی رای داد که خواهان این بود که جمهوری خلق تنها نماینده چین باشد، و به قطعنامه آمریکا که خواهان اکثریت دو سومی برای اخراج تایوان بود رای ممتنع داد تا آمریکا این کشور به‌طور سنتی دوست را شرمگین نسازد.